# Estêvão Contostefano
Estêvão Contostefano (em grego: Στέφανος Κοντοστέφανος; romaniz.: Stéphanos Kontostéphanos; ca. 1107-1149) foi um aristocrata e comandante militar bizantino do século XII, que esteve ativo durante o reinado dos imperadores Aleixo I (r. 1081–1118), João II (r. 1118–1143) e Manuel I Comneno (r. 1143–1180).

## Vida
Estêvão nasceu em cerca de 1107, o filho do pansebasto sebasto Isaac Contostefano, que serviu por boa parte do reinado de Aleixo I Comneno (r. 1081–1118), culminando em ser serviço mal-sucedido como almirante (talassocrator) contra os normandos em 1107/1108. Ele foi o terceiro membro da família a portar o nome "Estêvão" (os dois primeiros sendo o progenitor da família e um tio paterno obscuro). Em ca. 1126, ele casou-se com Ana, a segunda filha de João II Comneno (r. 1118–1143) e Irene da Hungria, e recebeu o título de panipersebasto. O casal teve quatro filhos: os filhos João, Aleixo e Andrônico e uma filha chamada Irene, que casou-se com Nicéforo Briênio.
A carreira de Estêvão sob João II é desconhecida, mas gozou do favor do filho mais jovem e eventual sucessor de João, Manuel I Comneno (r. 1143–1180) e é provável que esteve entre aqueles que apoiaram sua ascensão em detrimentos dos direitos de seu irmão mais velho Isaac Comneno. Assim, quando Manuel I decidiu depor o patriarca de Constantinopla Cosme II Ático devido às simpatias do último com Isaac, Estêvão esteve entre os parentes imperiais que participaram no sínodo que tentou e depôs Cosme em fevereiro e 1147, com o pretexto de seu apoio ao monge bogomilita Nefão. Quando Cosme, enfurecido por sua demissão, amaldiçoou a imperatriz a nunca ter um varão, Estêvão, um homem impetuoso e nervoso, segundo Nicetas Coniata, tentou atacá-lo, mas no último momento controlou-se. Isso fez uma má impressão entre todos os participantes, mas Cosme relatadamente professou que ele logo receberia sua devido golpe como punição.
No começo de 1148, Manuel lançou uma grande campanha contra Rogério II da Sicília, cujos normandos tinham capturado Corfu. O grande doméstico João Axuco assumiu o comando das forças terrestres, e Estêvão foi confiado com a frota como grande duque. A campanha foi originalmente liderada por Manuel em pessoal, mas a chegada do imperador do Sacro Império Conrado III à Constantinopla obrigou Manuel a permanecer na capital. A expedição bizantina alcançou Corfu em novembro de 1148 e sitiou a principal cidade da ilha. O cerco prosseguiu por três meses, quando uma pedra lançada de uma catapulta acertou Estêvão enquanto estava supervisionando a construção de uma máquina de cerco; mortalmente ferido, foi levado por seu filho Andrônico e alguns guardas varegues para seu navio, onde faleceu.
O poeta cortesão Teodoro Pródromo e o chamado "Mangânio Pródromo". Sua esposa viveu muitos anos a mais que ele, mas é desconhecido quando faleceu; certamente foi antes de 1176.